# Adriana Alves de Oliveira
Adriana Alves de Oliveira (Rio Grande, Rio Grande do Sul, 1963) é uma rainha da beleza brasileira eleita Miss Brasil 1981, pelo estado do Rio de Janeiro, ganhando o direito de representar o país no Miss Universo, realizado naquele ano em Nova York. Naquele concurso, ganhou o prêmio de melhor traje típico e foi a quarta colocada.
Em 1984, foi eleita Miss Brasil Mundo, representando o Rio Grande do Sul. No Miss Mundo, realizado em Londres, Reino Unido, foi finalista, ficando em sexto lugar. 
Ela era, até 2020, a única Miss brasileira a ter representado o Brasil tanto no Miss Universo quanto no Miss Mundo, os dois mais prestigiados concursos de Miss do planeta. Em 2020 outra gaúcha, Julia Gama, esteve no Miss Universo depois de ter estado no Miss Mundo seis anos antes. 

## Participação em concursos de beleza
Adriana competiu no 28º concurso nacional realizado na cidade de São Paulo e tornou-se a segunda representante fluminense a ostentar o título após a fusão com o Estado da Guanabara (ocorrida em 1º de junho de 1975), com Adriana Barcellos (Amazonas), Karin Lins (Distrito Federal), Virgínia Silva (Paraíba) e Rita de Cássia Pedrosa (Pernambuco) nas colocações seguintes.
Como Miss Rio de Janeiro, representou a cidade de Niterói, situada na região do Grande Rio.
No dia 2 de outubro de 1984, na mesma cidade de São Paulo, foi coroada Miss Brasil Mundo, com Suzy Rêgo de Pernambuco em segundo lugar e Márcia Gabrielle do Mato Grosso em terceiro. As irmãs Diana e Juliana Szortyka foram as demais finalistas.
Durante algum tempo, a Miss Brasil 1981 chegou a ser modelo na Itália, onde reside até hoje. Lá ela conheceu o ex-banqueiro Salvatore Cacciola, personagem de um dos principais casos de corrupção, do segundo governo de Fernando Henrique Cardoso. Ficou casada com ele até 2006, quando voltou para o Brasil com os dois filhos.

## O caso Marka-Fonte Cindam
Em fevereiro de 1999, agentes da Polícia Federal invadiram a casa de Cacciola no Rio de Janeiro. Segundo relato do banqueiro reproduzido como parte de sua biografia, os policiais foram atendidos por Adriana, que estava em um dos quartos assistindo TV. Como o italiano não foi localizado, os policiais federais ameaçaram prender a Miss Brasil 1981 por desacato à autoridade.